# FRITSH
Fritsh was een Haagse boyband. De band werd in het najaar van 1985 opgericht door manager Robert Brouwers en Ernesto Rozendal van Creators International. De band Fritsh werd vernoemd naar de bekende Haagsche manager Frits Hirschland.
Er is één single uitgebracht in september 1987: Let's Make Sunshine, een cover van de versie uit 1986 van Mick Jackson (zanger), volledige naam Michael George Jackson-Clark. Dus niet zoals vele jaren werd gedacht geschreven door George Michael en Clark Jackson, zoals het op het label stond vermeld. De single werd een TIP tijdens een TV uitzending op Sky Channel, maar haalde uiteindelijk geen hitnotering en kwam zelfs niet in de Tipparade. De groep kreeg wel de Holland Happening Award 1987 uit handen van John de Mol sr. voor meest belovende artiest. De geplande tweede single, Light My Fire, is opgenomen en geproduceerd door Ferdy Lancee, maar nooit uitgebracht.
Fritsh begeleidde in mei 1987 Vanessa met haar hit Hava Nagila in het tv-programma Sonja op... Maandag, gepresenteerd door Sonja Barend.
Op 6 november 1987 was Fritsh op te zien in het tv-programma KRO's Applaus, opgenomen bij de opening van een Vincent van Gogh tentoonstelling in Het Noordbrabants Museum, met het nummer Vincent van Don McLean. Ook trad Fritsh op tijdens de Nacht van de Mode. Uiteindelijk is Fritsh in 1988 uit elkaar gegaan. Marcel Hoekstra en René Klijn hebben met drie nieuwe leden een doorstart gemaakt onder de naam Bam to Bam Bam, wederom tezamen met Creators International.
René Klijn raakte een aantal jaren later bij het grote publiek bekend toen hij op 28 november 1992 te gast was in het televisieprogramma De Schreeuw van de Leeuw van Paul de Leeuw. Klijn vertelde in die uitzending openhartig over zijn ziekte aids, waaraan hij uiteindelijk op 5 september 1993 overleed.

## Bezetting
- Marcel Hoekstra (bijnaam: Cello)
- Naam onbekend (bijnaam: Vince)
- Maurice van der Toorn (bijnaam: Maurice)
- Bob Reiche (bijnaam: Bobby-Ray)
- Johan Willems (bijnaam: Sandy)
- René Klijn (bijnaam: Dorian) (vervanger van Johan)
- Rob Koning (bijnaam: Lesley) (vervanger van Maurice)

## Discografie

### Singles
| Titel               | Datum |
| ------------------- | ----- |
| Let's Make Sunshine | 1987  |
| Light My Fire       | 1987  |